# Dexter (Missouri)
Pour les articles homonymes, voir Dexter.
Dexter est une ville du comté de Stoddard, dans le Missouri, aux États-Unis,. Située au sud de la partie centrale du comté, elle est fondée en 1873 et incorporée également en 1873.

## Démographie
Lors du recensement de 2010, la ville comptait une population de 7 864 habitants. Elle est estimée, en 2016, à 7 927 habitants.

## Personnalités liées à la ville
- Patti McGuire, mannequin, Playmate de l'Année 1977, est née à Dexter en 1951.

### Source de la traduction
- (en) Cet article est partiellement ou en totalité issu de l’article de Wikipédia en anglais intitulé « Dexter, Missouri » (voir la liste des auteurs).